# Mighty Canadian Minebuster
Mighty Canadian Minebuster in Canada’s Wonderland (Vaughan, Ontario, Kanada) ist eine Holzachterbahn des Herstellers Philadelphia Toboggan Coasters, die 1981 eröffnet wurde. Sie wurde nach dem Vorbild der Shooting Star auf Coney Island (Ohio) konstruiert.
Die 1167 m lange Strecke erreicht eine Höhe von 27 m und besitzt einen 27 m hohen First Drop, auf dem die Züge eine Höchstgeschwindigkeit von 90 km/h erreichen.

## Züge
Mighty Canadian Minebuster besitzt zwei Züge mit jeweils fünf Wagen. In jedem Wagen können sechs Personen (drei Reihen à zwei Personen) Platz nehmen. Die Fahrgäste müssen mindestens 1,22 m groß sein, um mitfahren zu dürfen.